# Champagne Piper-Heidsieck
Piper-Heidsieck es una casa de champán fundada por Florens-Louis Heidsieck en 1785 en Reims, Francia.  El 8 de julio de 2011, la maison fue adquirida por el grupo de lujo francés (Entreprise Patrimoniale d'Investissements),  controlado por la familia Descours. Anteriormente, fue parte del grupo Rémy Cointreau desde 1988. 

## Historia
Florens-Louis Heidsieck, nacido en 1749 en Westfalia, se estableció en Reims como comerciante de telas. Se enamoró tanto de una mujer de la región como del champán. En 1785 fundó la compañía Heidsieck & Cie con la ambición de crear un champán “digno de una reina” y fue así come tuvo el honor de presentar una de sus creaciones a la reina María Antonieta . 
Tras su muerte en 1828, su sobrino Christian Heidsieck se asoció con Henri-Guillaume Piper, un hábil hombre de negocios. La marca se convirtió en proveedor oficial de 14 cortes reales, incluyendo las de los Habsburgo y el emperador de China. Tras la muerte de Christian en 1835, su viuda se casó con Henri-Guillaume, naciendo así el nombre Piper-Heidsieck.
En 1870, Jacques-Charles Théodore Kunkelmann, socio desde 1851, asumió la dirección de la casa de champán. Su hijo Ferdinand-Théodore le sucedió en 1892. En 1926, su hija Yolande se casó con Jean de Suarez d'Aulan, un pionero de la aviación que promovió la casa de champán viajando por todo el mundo. Durante la Segunda Guerra Mundial, escondió armas en las bodegas para la Resistencia francesa. Escapó a África del Norte y murió en 1944 como piloto en el famoso Escuadrón La Fayette.
Tras la guerra, su esposa Yolande relanzó la casa de champán con la ayuda del general Barón d'Alès, con quien se casó en 1945. Su hijo François d'Aulan asumió la dirección en 1957 y fue presidente de Piper-Heidsieck durante 33 años. En 1988, vendió la compañía a la familia Hériard-Dubreuil. El holding familiar EPI, especializado en los sectores del vino y del lujo y dirigido por Christopher Descours, adquirió la empresa en 2011. 
En 2002, Régis Camus asumió la dirección como jefe de bodega durante 16 años, siendo sucedido en 2018 por Émilien Boutillat, uno de los jefes de bodega más jóvenes de una reconocida casa de champán.
En julio de 2022, Piper-Heidsieck obtuvo la certificación B Corp. 

## Los Champagnes de la Casa
- Cuvée Brut
- Esencial Extra Brut
- Esencial Blanc de Blancs
- Esencial Blanc de Noirs
- Cuvée Sublime
- Rosé Sauvage
- Añada 2012 / 2014 / 2018
- Fuera de serie 1971
- Fuera de serie 1982

## Historia de los edificios y bodegas
En 2008, el arquitecto Jacques Ferrier diseñó la nueva sede de la casa de champán en Reims, caracterizada por una fachada metálica que simboliza las burbujas del champán. Desde 1995, Piper-Heidsieck trabaja aproximadamente con 240 viticultores ubicados en más de 110 sectores y pueblos a lo largo de la región de la Champaña. 

## En la cultura popular
En 1933, Piper-Heidsieck apareció por primera vez en el cine en la película Sons of the Desert ("Hijos del desierto") con Laurel y Hardy. En 1953, Marilyn Monroe expresó su afecto por la marca en una entrevista de prensa. 
De 1993 a 2020, Piper-Heidsieck fue patrocinador oficial del Festival de Cine de Cannes y de los Premios Oscar de 2015 a 2020. Además, la casa de champáha sido mecenas de la Cinemateca Francesa desde 2008, contribuyendo a la restauración de la película L'Âge d'Or de Luis Buñuel.
Desde 2019, Piper-Heidsieck ha sido patrocinador oficial de diversos eventos deportivos internacionales, como el Abierto de Australia, el Balón de Oro y el Rolex Paris Masters.

## Colaboración con la alta Costura
En 1999 y 2011, Jean-Paul Gaultier  vistió las botellas de Piper-Heidsieck con ucorsés rojos y medias de red en una edición especial. También colaboró con el dúo Viktor & Rolf  en 2007, y con Christian Louboutin en 2009. 